# Eotitanosuchus olsoni
Eotitanosuchus olsoni è un tetrapode fossile, appartenente al gruppo dei terapsidi. I suoi resti sono stati rinvenuti in Russia, in terreni del Permiano medio (circa 250 milioni di anni fa).

## Descrizione
I resti rinvenuti appartengono a un animale lungo circa due metri e mezzo, con un cranio che superava i trenta centimetri, ma si pensa che l'esemplare fosse un giovane. Il cranio di un adulto, quindi, doveva essere lungo forse un metro. Questo animale doveva assomigliare vagamente a un coccodrillo sprovvisto di corazza e con una testa più corta. Le zampe robuste erano tenute sollevate dal terreno e sporgevano leggermente all'infuori per sorreggere il corpo. Il cranio era alto e profondo, ed era equipaggiato con una formidabile dentatura: due lunghi canini superiori a forma di sciabola dovevano essere le principali armi di questo predatore. Gli altri denti, più piccoli, preannunciano già la dentatura dei suoi discendenti, i cinodonti, che in seguito daranno origine ai mammiferi.
L'eotitanosuco è considerato uno dei terapsidi più antichi: di certo, fu uno dei primi grandi terapsidi predatori e nel suo ecosistema aveva ben pochi rivali. Probabilmente tra le sue prede vi erano i giganteschi Estemmenosuchus, grandi terapsidi erbivori muniti di corna.